# دبرا میاستو
دبرا میاستو (به لاتین: Dobre Miasto) یک شهر و گمینا در لهستان است که در گمینا دوبره میاستو واقع شده‌است. دبرا میاستو ۴٫۸۶ کیلومتر مربع مساحت و ۱۰٬۴۸۹ نفر جمعیت دارد.